# Stachybotrys microspora
Stachybotrys microspora är en svampart som först beskrevs av B.L. Mathur & Sankhla, och fick sitt nu gällande namn av S.C. Jong & E.E. Davis 1976. Stachybotrys microspora ingår i släktet Stachybotrys, ordningen köttkärnsvampar, klassen Sordariomycetes, divisionen sporsäcksvampar och riket svampar.   Inga underarter finns listade i Catalogue of Life.